# Rio Beltiug
O Rio Beltiug é um rio da Romênia afluente do Rio Hodişa, localizado no distrito de Satu Mare.